# 高砂部屋

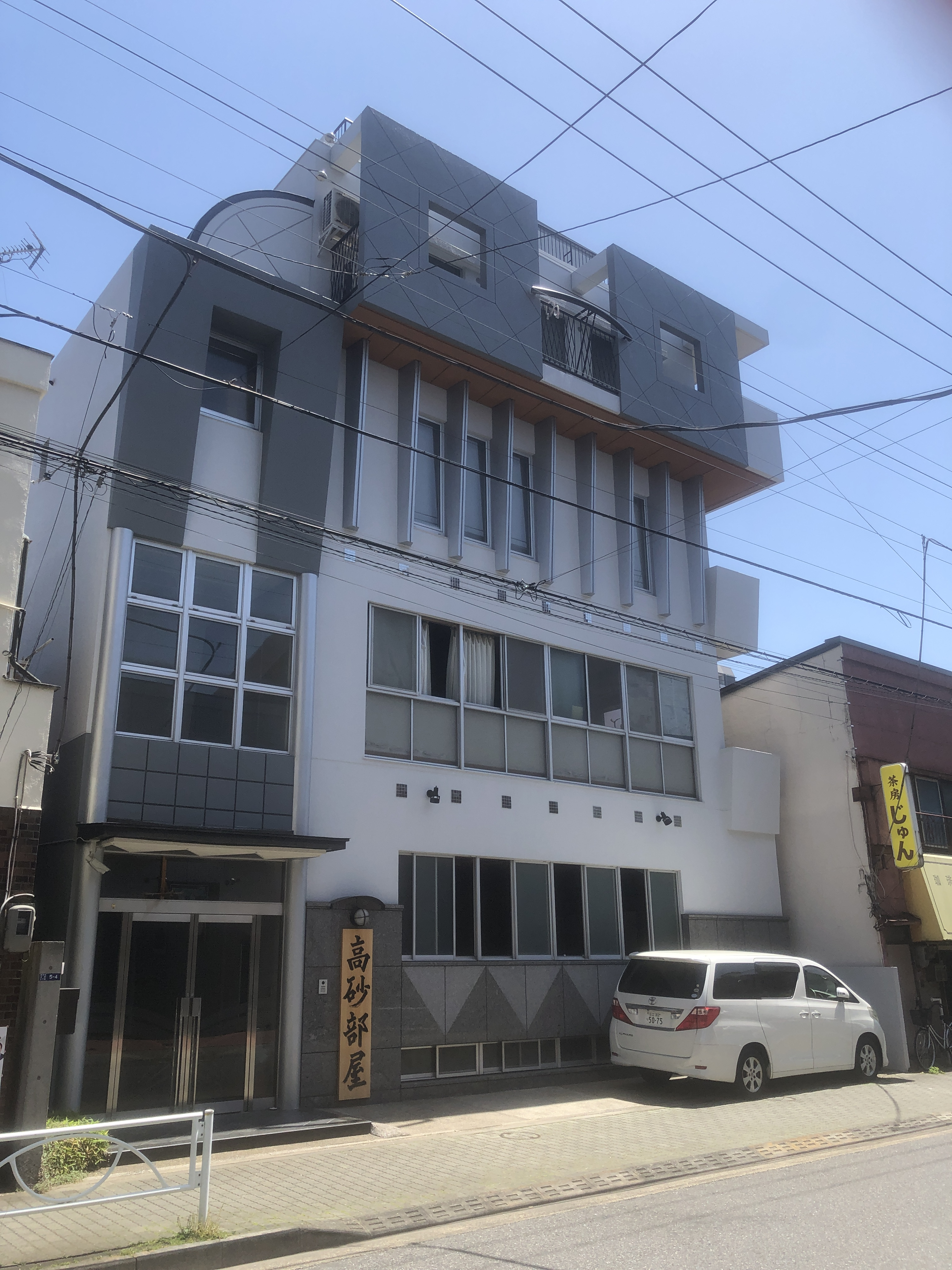

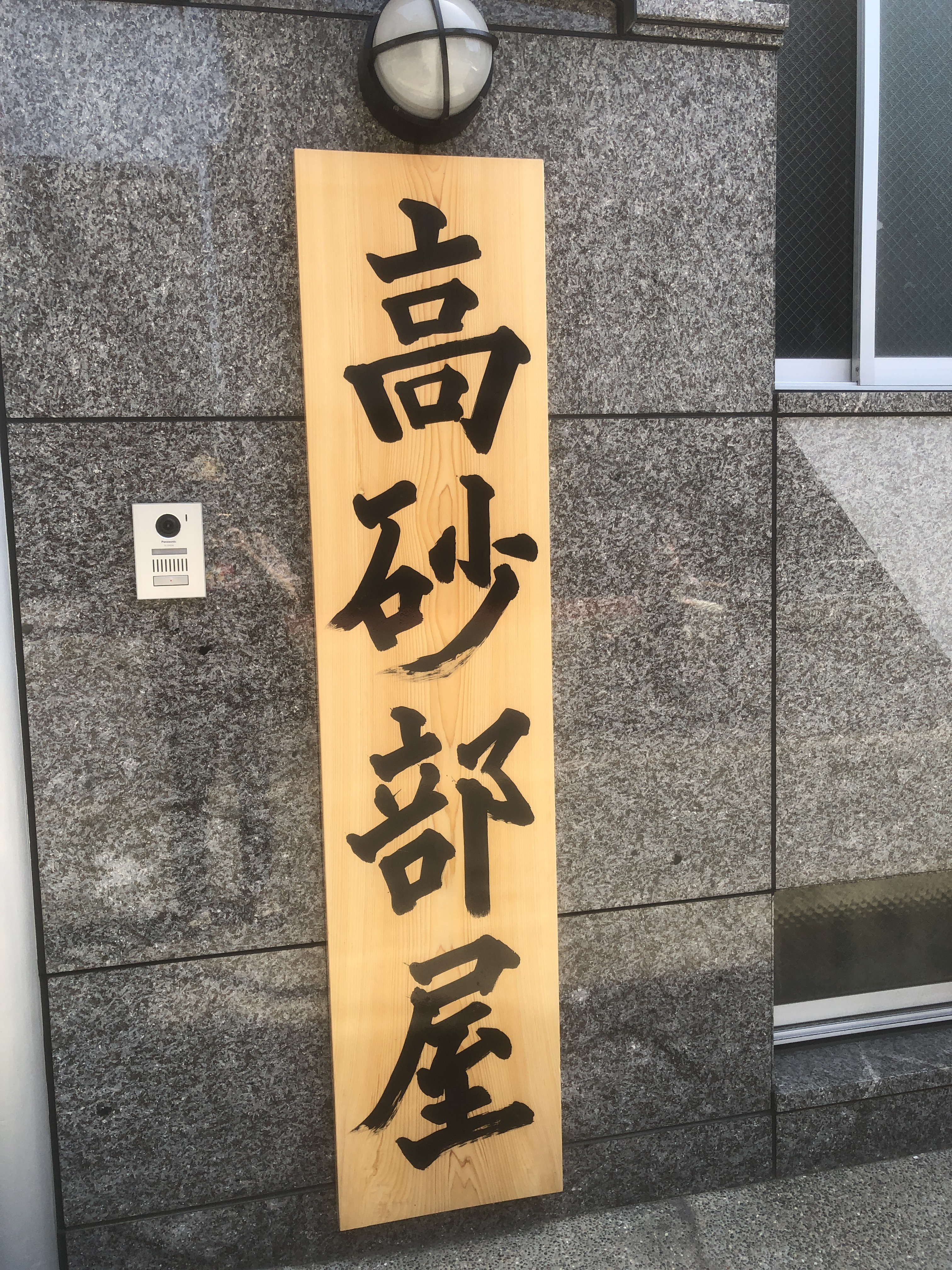

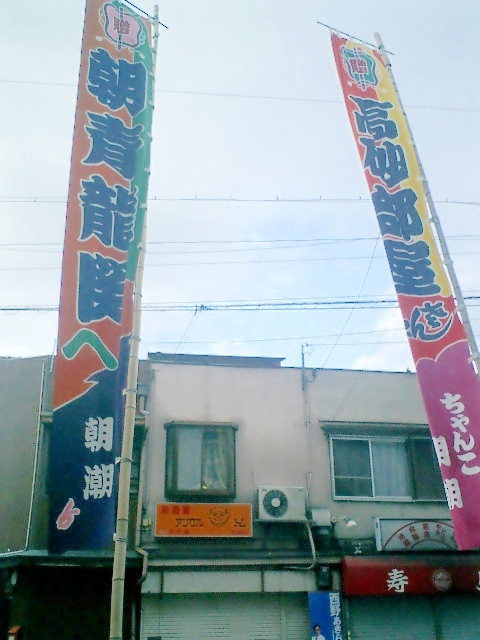
高砂部屋を応援する幟

高砂部屋（たかさごべや）は、日本相撲協会所属で高砂一門の相撲部屋。番付で用いるいわゆる相撲字では「はしご高」（髙）を用いるが、部屋の看板を含めその他の活字媒体では「はしご高」を用いていない。

## 歴史
明治初期に角界の改革を求めて活躍した初代高砂浦五郎が一代で角界を代表する大部屋に育て上げ、現在までに横綱6人・大関8人を輩出するなど、角界屈指の名門部屋として知られる。
初代高砂（高見山大五郎）は角界の改革を求めて高砂改正組を組織し、東京相撲会所を脱退した。帰参後はもともと江戸相撲にあった「高砂」という名跡と重複する形となり、1889年に旧・高砂が高島へと改名し、新・高砂は名前は代々の通り名として「浦五郎」と名乗ることとなった。2代高砂から現在の8代高砂までは、初代高砂の名の「浦五郎」を継承している。
1942年に大関前田山が二枚鑑札をもって現役のまま4代高砂となる。1947年に4代高砂（前田山）は第39代横綱になったものの、休場中に野球の試合を観戦していた事実が発覚して引退に追い込まれた。しかし、引退後は弟子の育成や相撲の国際化などにおいて多くの功績を残している。
1986年5月には部屋経営を断念した大山部屋を吸収合併した。
1988年10月に5代高砂（第46代横綱・3代朝潮）が急逝したため、高砂部屋の部屋付き親方である14代尾上（元小結・富士錦）が6代高砂を襲名して高砂部屋を継承した。翌1989年12月には、部屋施設を台東区橋場一丁目に移転した。2001年3月場所には、闘牙が十両に陥落したことで、明治時代から続いた部屋の幕内力士在位が途絶えてしまった。
2002年2月1日、6代高砂の停年退職を間近に控え、高砂部屋から移籍して若松部屋を継承していた11代若松（元大関・4代朝潮）が名跡変更して7代高砂を襲名し、高砂部屋と若松部屋が合併した。もっとも、部屋施設は旧若松部屋の施設がそのまま利用されるなど、実質的には、若松部屋が高砂部屋を吸収合併した形であった（逆さ合併）。7代高砂は、若松部屋時代からの弟子である横綱・朝青龍や関脇・朝赤龍のほか、6代から引き継いだ小結・闘牙など多くの関取を擁して一大勢力を築いた。しかし、2000年代中期に闘牙や泉州山、皇牙といった関取経験者が相次いで引退し、2010年には朝青龍も不祥事により引退して、2016年時点で関取は朝赤龍と朝弁慶の2人のみとなるなど、2000年代後半以降は部屋の勢力が急激に衰えた。それでも、1927年の東西相撲協会の合同以来、2016年11月場所まで90年間関取を絶やしたことのない部屋であったが、朝弁慶が2016年11月場所で幕下に陥落し、朝赤龍も次の2017年1月場所で幕下に陥落したため、1878年の部屋創設以来、初めて関取不在となった。同時に、継続中のものとしては最長だった関取継続の記録も138年で止まった。その後、朝乃山が十両昇進を果たし、関取不在は一場所で解消している。
2020年11月26日、7代高砂の停年を間近に控え、部屋付きの親方となっていた17代錦島（元関脇・朝赤龍）と名跡を交換し、7代高砂は18代錦島、17代錦島は8代高砂をそれぞれ襲名し、8代高砂は同日付で部屋を継承した。4代以降、高見山を始め外国人力士を多く迎えている高砂部屋にとって、初の外国出身の親方が部屋を運営することになった。
2021年5月19日、大関・朝乃山の相撲協会新型コロナウイルス対応ガイドライン違反の行動が報道により発覚、協会コンプライアンス委員会（青沼隆之委員長＝元名古屋高検検事長）による調査が行われた。調査の過程で、先代師匠の18代錦島（7代高砂）による違反行為も判明、8代高砂が通いの親方であることが問題視された。同年6月10日付で18代錦島は協会を退職、同年7月中に部屋の家主を8代高砂に変更することを6月4日の同委員会会合で確認したという。
昭和以降においては、高砂部屋からは大山部屋（後に高砂部屋と合併）・若松部屋（現在は高砂部屋と合併）・振分部屋・高田川部屋・東関部屋（現在は八角部屋と合併）・中村部屋（後に東関部屋と合併）・錦戸部屋が分家独立を果たしている。
6代高砂時代の部屋の建物は2004年2月まで錦戸部屋、同年9月からは常盤山部屋（旧千賀ノ浦部屋）が使用していたが、常盤山部屋は2021年2月に板橋区に移転した。2021年5月場所後には立浪部屋が同地に移転した。
7代高砂時代の部屋は、7代が一時高砂部屋から独立して興していた若松部屋の建物を使用し、8代高砂に代替わりしてからも使用していたが、2025年2月2日に墨田区石原に移転した。
伝統的に稽古土俵は俵を使わず、浅く掘り下げた「皿土俵」と呼ばれる仕様を採用していたが、墨田区石原への移転の際に俵土俵となった。皿土俵は怪我の防止のためとされ、分家である東関部屋や錦戸部屋にも受け継がれている。

## 新型コロナウイルス集団感染
2021年7月27日、日本相撲協会は8代高砂と大関・朝乃山、幕下以下の力士5人が新型コロナウイルスに感染したことを発表した。同月26日に幕下以下の力士1人が体調不良を訴え、PCR検査を実施したところ陽性が判明した。このため専門家の指導のもと部屋所属の協会員を対象に検査したところ、8代高砂と大関・朝乃山を含む力士の感染が分かったという。保健所の指示に基づき、濃厚接触者の調査や入院・療養との対応が行われる予定である。同月30日に芝田山広報部長が電話取材に応じ、新たに幕下以下の力士1人の感染が判明したことを公表した。
同年8月9日、入院していた幕下以下の力士1人が退院していたことが公表された。芝田山広報部長は感染症学の専門家の意見を参考に各部屋に注意喚起の通達を出していることを明かした。デルタ株は感染力が強いため、予防を呼びかけているという。

## 所在地
- 東京都墨田区石原2-30-1
- 都営地下鉄大江戸線両国駅徒歩10分[12]

## 師匠
- 初代：高砂浦五郎（たかさご うらごろう、前1・高砂浦五郎、千葉）
- 2代：高砂浦五郎（たかさご うらごろう、関脇・高見山宗五郎、千葉）
- 3代：高砂浦五郎（たかさご うらごろう、大関・2代目朝潮、愛媛）
- 4代：高砂浦五郎（たかさご うらごろう、第39代横綱・前田山英五郎、愛媛）
- 5代：高砂浦五郎（たかさご うらごろう、第46代横綱・3代目朝潮、鹿児島）
- 6代：高砂浦五郎[注釈 1]（たかさご うらごろう、小結・富士錦猛光、山梨）
- 7代：高砂浦五郎（たかさご うらごろう、大関・4代目朝潮、高知）
- 8代：高砂浦五郎（たかさご うらごろう、関脇・朝赤龍太郎、モンゴル）

## 部屋付き親方
- 若松武彦（わかまつ たけひこ、前1・朝乃若、愛知）

## 行司
- 4代木村朝之助（神奈川）（若松部屋より）
- 木村悟志（山口）

## 呼出
- 利樹之丞（山形）
- 邦夫（埼玉）

## 力士
太字は幕内最高優勝経験者（1911年以降）

### 現役の関取経験力士
- 朝乃山広暉（大関・富山）7代、8代弟子
- 朝紅龍琢馬（前12・大阪）8代弟子
- 朝乃若樹（十4・新潟）7代、8代弟子
- 朝玉勢大幸（十12・三重）7代、8代弟子
- 朝志雄亮賀（十13・三重）7代、8代弟子
- 朝白龍太郎（十両・モンゴル）8代弟子
- 朝翠龍涼馬（十両・大阪）8代弟子

### 横綱・大関
横綱
- 西ノ海嘉治郎（16代横綱・鹿児島）初代弟子
- 初代小錦八十吉（17代横綱・千葉）初代、2代弟子
- 男女ノ川登三（34代横綱・茨城）3代弟子（佐渡ヶ嶽部屋へ転属）
- 前田山英五郎（39代横綱・愛媛）3代、4代弟子
- 東富士欽壹（40代横綱・東京）3代、4代弟子（富士ヶ根部屋より）
- 3代目朝潮太郎（46代横綱・鹿児島）4代弟子
- 朝青龍明徳（68代横綱・モンゴル）7代弟子（若松部屋より）

大関
- 大達羽左エ門（山形）初代弟子（千賀ノ浦部屋に移籍）
- 一ノ矢藤太郎（青森）初代弟子
- 初代朝汐太郎 （愛媛）初代、2代弟子
- 2代目朝潮太郎（愛媛）2代、3代弟子
- 太刀光電右エ門（北海道）3代弟子（東関部屋より）
- 前の山太郎（大阪）4代、5代弟子
- 4代目朝潮太郎（高知）5代、6代弟子
- 3代目小錦八十吉（米国ハワイ）5代、6代弟子

### 幕内
関脇
- 高見山宗五郎（千葉）初代弟子
- 綾浪徳太郎（青森）初代弟子
- 響舛市太郎（石川）初代弟子（境川部屋より）
- 若湊祐三郎（石川）2代弟子（伊勢ノ海部屋より）
- 源氏山頼五郎（青森）初代、2代弟子
- 4代目稲川政右エ門（群馬）2代弟子（浦風部屋より）
- 高見山酉之助（千葉）初代、2代弟子
- 浪ノ音健藏（青森）初代、2代弟子
- 高登渉（長野）3代弟子
- 若前田英一朗（愛知）4代弟子
- 前田川克郎（岩手）4代弟子
- 高見山大五郎（米国ハワイ）4代、5代弟子
- 富士櫻栄守（山梨）4代、5代弟子
- 水戸泉政人（茨城）5代、6代弟子
- 朝赤龍太郎（モンゴル）7代弟子（若松部屋より）

小結
- 千年川政吉（青森）初代、2代弟子
- 射水川健太郎（富山）3代弟子（稲川部屋より）
- 宮錦浩（岩手）4代弟子（芝田山部屋より）
- 國登國生（東京）3代、4代弟子
- 富士錦猛光（山梨）4代弟子
- 闘牙進（千葉）6代、7代弟子

前頭
- 黒岩万吉（前2・鳥取）初代弟子
- 大見嵜八之助（前2・千葉）初代、2代弟子
- 鉞り鉄五郎（前13・千葉）初代、2代弟子
- 緑川兼吉（前13・青森）初代、2代弟子
- 北海大太郎（前1・青森）初代、2代弟子
- 小柳芦太郎（前2・富山）初代、2代弟子
- 大緑仁吉（前3・福井）2代弟子
- 神嵜重太郎（前13・兵庫）2代、3代弟子
- 立汐祐治郎（前13・青森）2代、3代弟子
- 太刀ノ海浪右エ門（前3・島根）2代、3代弟子（東関部屋より）
- 若太刀芳之助（前6・富山）3代弟子（東関部屋より）
- 阿久津川高一郎（前1・愛知）2代、3代弟子
- 朝響信親（前2・愛媛）3代弟子（佐ノ山部屋より）
- 鞍ヶ嶽楯右エ門（前1・熊本）2代、3代弟子
- 潮ヶ濱義夫（前11・青森）3代弟子
- 太郎山勇吉（前5・長野）3代弟子（浦風部屋より。伊勢ヶ濱部屋に再移籍）
- 太刀若峯五郎（前6・三重）3代弟子（東関部屋より）
- 射水川成吉（前1・愛媛）3代弟子
- 信州山由金（前4・熊本）3代、4代弟子
- 初代前ノ山政三（前13・秋田）3代、4代弟子
- 三濱洋俊明（前20・三重）3代、4代弟子
- 柏農山勝栄（前21・青森）3代、4代弟子
- 朝若佐太郎（前21・愛媛）3代、4代弟子
- 藤田山忠義（前12・福岡）4代弟子（花籠部屋より）
- 大田山一朗（前20・東京）3代、4代弟子
- 前ヶ潮春夫（前18・岐阜）4代弟子
- 2代目前ノ山政三（前14・愛媛）4代弟子
- 嶋錦博（前1・大阪）4代弟子（芝田山部屋より）
- 愛宕山武司（前3・愛媛）4代弟子
- 及川煌久（岩手）4代弟子（尾上部屋より）
- 高錦昭應（前11・熊本）4代弟子
- 朝ノ海正清（前9・鹿児島）4代弟子
- 東錦栄三郎（前15・東京）4代弟子
- 朝岡勲（前10・兵庫）4代弟子
- 朝嵐大三郎（前12・大阪）4代、5代弟子
- 白田山秀敏（前4・熊本）4代、5代弟子
- 南海龍太郎（前2・サモア）5代弟子
- 朝乃若武彦（前1・愛知）7代弟子（若松部屋より）

### 十両
- 四賀ノ峰辰之助（十4・青森）初代、2代、3代弟子
- 八剣山鐘太郎（十11・愛知）3代弟子
- 鳴潮茂生（十6・三重）3代弟子
- 冨田濵正治（十9・三重）3代弟子（大山部屋に移籍）
- 高田山惠助（十8・岩手）4代弟子（高田川部屋より）
- 朝明山重男（十3・三重）3代、4代弟子
- 越後山重正（十4・新潟）3代、4代弟子
- 前ヶ汐英太郎（十11・愛媛）3代、4代弟子
- 竜ヶ嵜唯雄（十12・茨城）3代、4代弟子
- 薬師山精進（十13・青森）3代、4代弟子
- 大達信太郎（十8・愛媛）3代、4代弟子
- 朝見山峻一郎（十13・愛媛）3代、4代弟子
- 森ノ里信義（十10・北海道）3代、4代弟子
- 大戸崎祐慈朗（十2・秋田）4代弟子
- 朝錦利則（十12・愛媛）4代弟子
- 栗家山恵三（十18・北海道）4代弟子（佐ノ山部屋より。佐ノ山部屋に再移籍後、前5）
- 大緑勝五郎（十1・北海道）4代弟子
- 響矢影男（十10・青森）4代弟子
- 前田花英介（十4・岩手）4代弟子
- 太刀光昭洋（十7・山口）4代弟子
- 上潮智也（十2・熊本）4代、5代弟子
- 若筑波茂（十8・茨城）5代弟子
- 伊予櫻政行（十11・愛媛）5代弟子
- 龍授山正男（十8・福島）5代、6代弟子
- 熊翁博（十5・埼玉）5代、6代弟子
- 剛堅大二朗（十5・兵庫）5代、6代弟子
- 砂浜正二（十5・米国ハワイ）6代弟子
- 梅の里昭二（十13・茨城）5代、6代弟子
- 泉州山喜裕（十1・大阪）6代、7代弟子
- 皇牙篤（十6・福岡）6代、7代弟子
- 朝弁慶大吉（十7・神奈川）7代、8代弟子

## その他
- 2006年にスピードスケートの今井裕介のスポンサーを務めて話題となった。
- 部屋の公式サイトは、2007年11月場所まで昭和以降の最高齢力士であったマネージャーの松田哲博（元・一ノ矢）が管理していた。7代高砂の停年と同時に松田がマネージャーを退き、1997年の開設時から変更されていなかったサイトデザインもリニューアルされた。
- 2021年8月22日、所属の幕内呼出・利樹之丞が新型コロナウイルスに感染したことが発表された。利樹之丞は同月6日に東京五輪のボクシング会場で寄せ太鼓を披露する以前に検査をうけており、その時は陰性であった[13]。家族内感染であることが判明しており、発熱などの症状はないが自宅療養をするという[14]。